# They Were Wrong, So We Drowned
Albums de Liars
They Threw Us All In A Trench And Stuck A Monument On Top
(2001) Drum's Not Dead
(2006)
Singles
1. We Fenced Other Gardens With The Bones Of Our Own
Sortie : 2004
2. There's Always Room On The Broom
Sortie : 2004

They Were Wrong, So We Drowned est le second album du groupe new yorkais Liars, publié chez Mute en 2004. Le groupe prend sur ce disque une orientation radicalement différente de celle de son premier album (They Threw Us All In A Trench And Stuck A Monument On Top): il y délaisse en effet le post-punk/funk des débuts pour une musique beaucoup plus expérimentale, lorgnant même vers la no wave de la fin des années 70. La musique ici proposée présente donc des sonorités originales créant des atmosphères inquiétantes et influencées par les musiques tribales. They Were Wrong, So We Drowned est produit par David Sitek, du groupe TV on the Radio.

## Liste des morceaux
1. Broken Witch
2. Steam Rose From The Lifeless Cloaks
3. There's Always Room On The Broom
4. If Your A Wizard Then Why Do You Wear Glasses?
5. We Fenced Other Gardens With Bones Of Our Own
6. They Don't Want You Corn - They Want Your Kids
7. Read The Book That Wrote Itself
8. Hold Hands And It Will Happen Anyway
9. They Took 14 For The Rest Of Our Lives
10. Flow My Tears, The Spider Said